# Helina monacha
Helina monacha är en tvåvingeart som först beskrevs av Ignaz Rudolph Schiner 1868.  Helina monacha ingår i släktet Helina och familjen husflugor. Inga underarter finns listade i Catalogue of Life.